# Michal Sup
Michal Sup (* 24. září 1973 Praha) je bývalý český hokejový útočník.

## Život
Po sezóně 2009/2010 byl na 2. místě v počtu odehraných utkání v československé a české nejvyšší hokejové soutěži (955 utkání). Dne 11. září 2009 se stal po Ladislavu Lubinovi a Josefu Řezníčkovi třetím hráčem v historii, který odehrál 900 ligových zápasů. Třináct sezón patřil k oporám pražské Slavie, se kterou mimo jiné získal dvakrát titul mistra ligy. V sezónách 2002–03 a 2003–04 pravidelně nastupoval za českou reprezentaci (včetně dvou mistrovství světa). Dne 12. května 2010 ukončil aktivní kariéru.

## Po ukončení hokejové kariéry
Po ukončení hokejové kariéry převzal s bratrem rodinné řeznictví a v roce 2015 byl trenérem mládeže u 8. třídy. Od roku 2020 se vrátil do HC Slavia a bude jako asistent trénovat žáky 4. tříd. Od 1. června 2020 je ředitelem zimního stadionu

## Ocenění a úspěchy
- 2003 ČHL - ČHL/SHL – Utkání hvězd české a slovenské extraligy
- 2003 ČHL - Nejvíce vstřelených vítězných branek
- 2003 ČHL - Nejlepší střelec v playoff
- 2003 ČHL - Vítězný gól
- 2004 ČHL - ČHL/SHL – Utkání hvězd české a slovenské extraligy

## Prvenství
- Debut v ČHL - 14. září 1993 (HC Sparta Praha proti HC Dukla Jihlava)
- První gól v ČHL - 14. září 1993 (HC Sparta Praha proti HC Dukla Jihlava, brankáři Marku Novotnému)
- První asistence v ČHL - 17. září 1993 (HC Stadion Hradec Králové proti HC Sparta Praha)
- První hattrick v ČHL - 5. března 1999 (HC Slavia Praha proti HC Chemopetrol)

## Klubová statistika
| Sezóna        | Klub              | Soutěž        |     | Základní část | Základní část | Základní část | Základní část | Základní část |    | Play off | Play off | Play off | Play off | Play off |
| Sezóna        | Klub              | Soutěž        | Z   | G             | A             | B             | TM            | Z             | G  | A        | B        | TM       |          |          |
| 1990/91       | HC Sparta Praha   | ČSHL          | 15  | 1             | 1             | 2             | 4             | –             | –  | –        | –        | –        |          |          |
| 1991/92       | Kamloops Blazers  | WHL           | 14  | 0             | 4             | 4             | 27            | –             | –  | –        | –        | –        |          |          |
| 1992/93       | HC Sparta Praha   | ČSHL          | 48  | 13            | 12            | 25            | 0             | –             | –  | –        | –        | –        |          |          |
| 1993/94       | HC Sparta Praha   | ČHL           | 47  | 9             | 13            | 22            | 0             | 6             | 0  | 0        | 0        | 0        |          |          |
| 1994/95       | HC Sparta Praha   | ČHL           | 42  | 4             | 8             | 12            | 0             | –             | –  | –        | –        | –        |          |          |
| 1995/96       | HC Sparta Praha   | ČHL           | 38  | 11            | 11            | 22            | 12            | 7             | 1  | 3        | 4        | 8        |          |          |
| 1996/97       | HC Slavia Praha   | ČHL           | 43  | 10            | 9             | 19            | 20            | 3             | 0  | 0        | 0        | 2        |          |          |
| 1997/98       | HC Slavia Praha   | ČHL           | 50  | 12            | 30            | 42            | 38            | 5             | 2  | 3        | 5        | 0        |          |          |
| 1998/99       | HC Slavia Praha   | ČHL           | 50  | 26            | 20            | 46            | 55            | –             | –  | –        | –        | –        |          |          |
| 1999/00       | HC Slavia Praha   | ČHL           | 52  | 1             | 10            | 11            | 26            | –             | –  | –        | –        | –        |          |          |
| 2000/01       | HC Slavia Praha   | ČHL           | 41  | 8             | 9             | 17            | 30            | 11            | 0  | 0        | 0        | 2        |          |          |
| 2001/02       | HC Slavia Praha   | ČHL           | 50  | 5             | 8             | 13            | 30            | 9             | 1  | 1        | 2        | 31       |          |          |
| 2002/03       | HC Slavia Praha   | ČHL           | 51  | 25            | 14            | 39            | 30            | 15            | 8  | 3        | 11       | 12       |          |          |
| 2003/04       | HC Slavia Praha   | ČHL           | 47  | 27            | 17            | 44            | 36            | 19            | 7  | 4        | 11       | 8        |          |          |
| 2004/05       | HC Slavia Praha   | ČHL           | 52  | 16            | 12            | 28            | 65            | 7             | 0  | 1        | 1        | 8        |          |          |
| 2005/06       | HC Slavia Praha   | ČHL           | 52  | 23            | 14            | 37            | 46            | 15            | 3  | 2        | 5        | 14       |          |          |
| 2006/07       | HC Slavia Praha   | ČHL           | 52  | 16            | 10            | 26            | 34            | 6             | 2  | 0        | 2        | 12       |          |          |
| 2007/08       | HC Slavia Praha   | ČHL           | 52  | 8             | 8             | 16            | 66            | 19            | 1  | 1        | 2        | 12       |          |          |
| 2008/09       | Füchse Duisburg   | DEL           | 52  | 12            | 9             | 21            | 44            | –             | –  | –        | –        | –        |          |          |
| 2009/10       | BK Mladá Boleslav | ČHL           | 46  | 4             | 8             | 12            | 22            | –             | –  | –        | –        | –        |          |          |
| Celkem v ČSHL | Celkem v ČSHL     | Celkem v ČSHL | 63  | 14            | 13            | 27            | 4             | –             | –  | –        | –        | –        |          |          |
| Celkem v ČHL  | Celkem v ČHL      | Celkem v ČHL  | 765 | 205           | 201           | 406           | 510           | 122           | 25 | 18       | 43       | 109      |          |          |

## Reprezentace
| Rok                       | Tým                       | Soutěž                    | Z  | G | A | B | TM |
| ------------------------- | ------------------------- | ------------------------- | -- | - | - | - | -- |
| 2003                      | Česko                     | MS                        | 9  | 1 | 0 | 1 | 6  |
| 2004                      | Česko                     | MS                        | 4  | 0 | 0 | 0 | 0  |
| Seniorská kariéra celkově | Seniorská kariéra celkově | Seniorská kariéra celkově | 13 | 1 | 0 | 1 | 6  |